# محمله
محمله شهری از توابع بخش محمله شهرستان خنج در استان فارس می‌باشد.

## جمعیت
این شهر مرکز بخش محمله و در شهرستان خنج قرار دارد و بر اساس سرشماری سال ۱۳۹۵ جمعیت شهر محمله ۶۱۲ نفر (۱۷۴خانوار) بوده‌است.

## مشاهیر
از جمله افراد شناخته شده این شهر ، مرحوم سیدحمزه هاشمی است که از جمله علما و سادات منطقه بوده که مورد توجه مردم بوده‌است. همچنین حجت حیدری خواننده اهل این شهر است که در منطقه از شهرت نسبی برخوردار است. سیداکبر موسوی ، که ریاست آموزش و پرورش شهرستان خنج و فرمانداری شهرستان قیر را در سابقه دارد نیز از اهالی این شهر است. از افراد شناخته شده دیگر این شهر نیز می‌توان به سیداصغر موسوی ، رئیس سابق کمیته امداد امام خمینی شهرستان مرودشت اشاره کرد.